# Rayan Cherki
Pour les articles homonymes, voir Cherki.
Mathis Rayan Cherki, plus connu sous le nom de Rayan Cherki, né le 17 août 2003 à Lyon, est un footballeur international français évoluant au poste de milieu offensif à Manchester City.
Intégrant le Centre de formation de l'Olympique lyonnais en 2010, Rayan Cherki bat plusieurs records de précocité à mesure qu'il gravit les échelons. Plus jeune joueur à participer à l'UEFA Youth League en septembre 2018, il devient le second plus jeune joueur de l'histoire de la Ligue des champions un an plus tard. En janvier 2020, il devient le plus jeune buteur de l'histoire de l'Olympique lyonnais à l'âge de 16 ans et 140 jours, effaçant le précédent record de Laurent Sevcenko, buteur en deuxième division à 16 ans et 289 jours en décembre 1984 contre le Louhans-Cuiseaux FC.
Depuis 2018, et après avoir évolué dans pratiquement toutes les catégories de jeunes internationales françaises, il est le 21 mai 2025, appelé pour la première fois par Didier Deschamps en Équipe de France A pour le Final Four de Ligue des nations, où dès sa première apparition, il inscrit un but et une passe décisive contre l’Espagne mais ne peut empêcher la défaite quatre buts à cinq.

## Biographie
Mathis Rayan Cherki naît le 17 août 2003 dans le 3e arrondissement de Lyon,,,. Il grandit à Pusignan dans l'Est lyonnais,, commence le football à l'AS Saint-Priest, puis à l'Olympique lyonnais en 2010 (à l'âge de 7 ans). Son père, Fabrice Amsellem, dit Fabio, d'origine italienne et qui a joué en amateur au FC Vaulx-en-Velin et à l'AS Buers-Villeurbanne et sa mère Abla Cherki, d'origine algérienne, née à Lyon en 1973, gèrent sa carrière. Il est le troisième de cinq fils. Son frère aîné, Katib, a fréquenté les centres de formation d'Évian-TG et de Nîmes, et le puîné, Adame, étudiant en marketing du sport. Il possède des origines algérienne et italienne sans en avoir la nationalité pour autant.

### Carrière en club

#### Formation à l'Olympique lyonnais (2010-2019)
Rayan Cherki est très vite reconnu comme l'un des meilleurs éléments du centre de formation de l'OL où il est régulièrement surclassé. Le 19 septembre 2018, en UEFA Youth League — la Ligue des champions des moins de 19 ans — il devient le plus jeune buteur de la compétition à 15 ans et 33 jours en marquant un but à Manchester City (victoire, 4-1).
Le 7 juillet 2019, avec l'arrivée de Juninho en tant que directeur sportif lyonnais, il signe son premier contrat professionnel qui le lie à l'OL jusqu'en juin 2022. Il fait la pré-saison 2019-2020 avec l'effectif professionnel et est sélectionné par Sylvinho pour jouer des matchs amicaux, débutant avec les professionnels le 13 juillet contre le Servette de Genève.

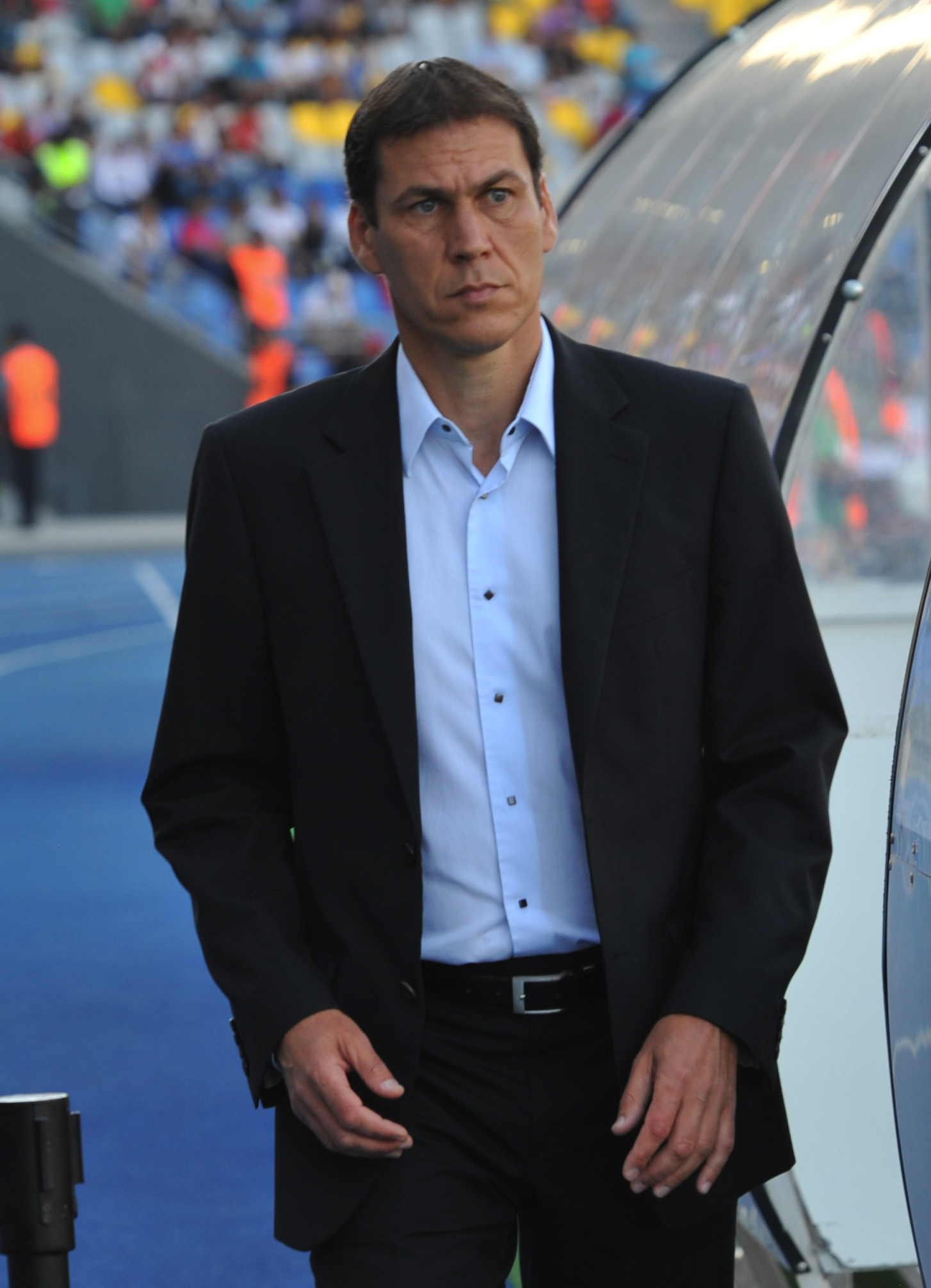
Rudi Garcia le fait débuter en compétition professionnelle.

Il rejoint dans un premier temps l'équipe réserve, évoluant en National 2. Le 17 août 2019, il dispute son premier match senior, le jour de ses 16 ans, en entrant en jeu contre la réserve de l'AS Monaco et inscrit quelques minutes plus tard un but (victoire, 2-0). Il est titularisé la journée suivante face à Endoume. Entre août 2019 et mars 2020, il prend part à dix matchs pour cinq buts durant la saison 2019-2020, dont un doublé contre la réserve de l'Olympique de Marseille assurant un succès 2-0.

#### Débuts précoces avec les professionnels (2019-2025)
Le 19 octobre 2019, Rayan Cherki fait ses débuts en Ligue 1 contre le Dijon FCO, sous l'égide de Rudi Garcia qui a entre-temps remplacé Sylvinho. Le 27 novembre 2019, il fait ses débuts en Ligue des champions contre le Zénith Saint-Pétersbourg, devenant ainsi le deuxième plus jeune joueur à jouer dans la compétition, derrière Celestine Babayaro,. Il aurait pu battre ce record lors du précédent match contre le SL Benfica où il est resté sur le banc. Le 18 décembre 2019, il connaît sa première titularisation avec l'OL en Coupe de la Ligue contre le Toulouse FC et joue ainsi l'intégralité du match, prenant part à la victoire 4-1 de son équipe.
Le 4 janvier 2020, il entre en jeu à la 75e minute et marque à la 91e minute le septième but de l'Olympique lyonnais lors de sa victoire 7-0 contre le FC Bourg-Péronnas en 32e de finale de Coupe de France. C'est son premier but en professionnel, qui fait de lui le plus jeune buteur dans l'histoire de l'Olympique lyonnais. Le 18 janvier 2020, titulaire en 16e de finale de la Coupe de France contre le FC Nantes, il inscrit un doublé en moins de 10 minutes, réalise deux passes décisives et provoque un penalty pour une victoire de son équipe (3-4). Le 8 mai 2020, il est inclus dans le top 50 des meilleurs jeunes au niveau mondial par le site spécialisé de Football Talent Scout, dont il figure à la première place.
Le 19 août 2020, en entrant en jeu contre le Bayern Munich en demi-finale de la Ligue des champions, il devient à tout juste 17 ans le plus jeune joueur à prendre part à une phase à élimination directe de la compétition européenne, et s'il ne permet pas à son équipe de renverser le match, il s'illustre tout de même par ses dribbles, notamment face à Alphonso Davies, alors l'un des tout meilleurs arrières gauches du football mondial.
Le 18 septembre 2020, il est titularisé pour la première fois en championnat contre le Nîmes Olympique (match nul, 0-0).
Le 9 février 2021, titularisé en Coupe de France à l'occasion du 32e de finale contre l'AC Ajaccio, il y marque le quatrième but d'une victoire 5-1, devenant par la même occasion l'auteur du 5000e but effectué par un Lyonnais dans l'histoire du club,. À nouveau titulaire lors du tour suivant, contre le FC Sochaux-Montbéliard, il inscrit un doublé et délivre une passe décisive pour Jason Denayer lors de la large victoire 5-2 des siens. Âgé de 17 ans et 201 jours, il devient ainsi le plus jeune joueur à atteindre la barre des six buts sous le maillot lyonnais, dépassant Fleury Di Nallo (18 ans et 139 jours).
Á l'issue de la saison 2024-2025 de Ligue 1, il est sacré meilleur passeur du championnat avec onze réalisations et est désigné dans l'équipe type de L1 aux Trophées UNFP 2025.
Quinze années après son arrivée à l’Academy de l'OL, le joueur quitte l’Olympique lyonnais pour s’engager avec le club anglais de Manchester City.

#### Transfert à Manchester City (depuis 2025)
Le 10 juin 2025, Rayan Cherki quitte l’Olympique lyonnais et s'engage avec Manchester City dans le cadre d'un transfert,,. Il paraphe avec les Cityzens un contrat de cinq ans, soit jusqu'en juin 2030,. Le montant du transfert est estimé à 42,5 millions d'euros dont 6 millions d'euros de bonus,. 
Il joue son premier match sous ses nouvelles couleurs lors du premier tour de la Coupe du monde des clubs en étant titularisé contre le Wydad Casablanca. Il marque son premier but dès le match suivant lors d'une victoire six buts à zéro contre le Al-Ain FC. Quelques semaines plus tard, il marque pour son premier match en Premier League le dernier but du match qui offre une victoire quatre buts à zéro contre Wolverhampton Wanderers.

### Carrière en sélection nationale
Éligible pour représenter l’Italie (par son père), l’Algérie (par sa mère) ainsi que la France, Rayan Cherki choisit de défendre cette dernière et évolue d’abord avec les sélections de jeunes avant de jouer en équipe de France A.

#### Sélections jeunes et participation aux JO
Le 25 septembre 2018, Rayan Cherki débute avec l'équipe de France des moins de 16 ans lors d'un match amical contre le Danemark.
Convoqué pour la première fois en équipe de France Espoirs fin septembre 2021, il rejoint ses coéquipiers Maxence Caqueret et Malo Gusto, il entre en cours de jeu par deux fois, le mois suivant, lors des qualifications au championnat d'Europe contre l'Ukraine puis la Serbie. Très en vue au côté notamment d'Amine Adli, il marque en tout trois buts, dont deux faisant appel à sa remarquable réalisation technique, jouant un rôle décisif dans les deux larges victoires des siens,,.
Le 8 juillet 2024, il figure dans la liste définitive des 18 joueurs convoqués par Thierry Henry pour participer aux Jeux olympiques d'été 2024 à Paris.

#### Débuts en équipe de France A
Le 21 mai 2025, Rayan Cherki est convoqué pour la première fois par Didier Deschamps en équipe de France, dans le cadre de la phase finale de la Ligue des nations de l'UEFA.
Le 5 juin 2025, il joue son premier match en équipe de France lors de la demi-finale de Ligue des nations perdue cinq buts à quatre contre l'Espagne. Rentré en jeu à la 63e minute, il se montre d'emblée décisif en marquant un but et en offrant une passe décisive. Il est ensuite titulaire lors de la petite finale remportée deux buts à zéro contre l'Allemagne.

## Style de jeu
Rayan Cherki est un attaquant évoluant au poste de numéro 10 ou meneur de jeu, derrière l'avant-centre, capable de briser les défenses par ses passes et ses dribbles, mais aussi avec une forte appétence pour les tirs directs. Droitier aussi capable de tirer du pied gauche, il est quasiment ambidextre. Milieu résolument offensif, il est comparé à Houssem Aouar, lui aussi issu des jeunes de Décines,. Fin 2018, Bruno Genesio louait déjà ses qualités exceptionnelles en le comparant à Hatem Ben Arfa.

## Divers
Rayan Cherki n'a jamais caché son amour pour son club formateur, indiquant notamment qu'il souhaitait remporter la Ligue des champions avec ce dernier, mais a souvent évoqué également vouloir suivre le parcours de son idole, Karim Benzema et de lui aussi marquer l'histoire de son club de cœur : le Real Madrid.

## Statistiques

### Parcours junior
| Saison    | Club                    | Championnat | Championnat | Championnat | Championnat | Coupe Gambardella | Coupe Gambardella | Coupe Gambardella | Compétitions(s) continentale(s) | Compétitions(s) continentale(s) | Compétitions(s) continentale(s) | Compétitions(s) continentale(s) | Total | Total | Total |
| Saison    | Club                    | Division    | M           | B           | Pd          | M                 | B                 | Pd                | C                               | M                               | B                               | Pd                              | M     | B     | Pd    |
| --------- | ----------------------- | ----------- | ----------- | ----------- | ----------- | ----------------- | ----------------- | ----------------- | ------------------------------- | ------------------------------- | ------------------------------- | ------------------------------- | ----- | ----- | ----- |
| 2018-2019 | Olympique lyonnais U19  | -           | -           | -           | -           | -                 | -                 | -                 | UYL                             | 6                               | 1                               | 0                               | 6     | 1     | 0     |
| 2019-2020 | Olympique lyonnais U19  | -           | -           | -           | -           | 2                 | 0                 | 0                 | UYL                             | 4                               | 5                               | 1                               | 6     | 5     | 1     |
| 2019-2020 | Olympique lyonnais rés. | National 2  | 10          | 5           | 1           | -                 | -                 | -                 | -                               | -                               | -                               | -                               | 10    | 5     | 1     |
| 2020-2021 | Olympique lyonnais rés. | National 2  | 1           | 0           | 0           | -                 | -                 | -                 | -                               | -                               | -                               | -                               | 1     | 0     | 0     |
| 2021-2022 | Olympique lyonnais rés. | National 2  | 2           | 0           | 0           | -                 | -                 | -                 | -                               | -                               | -                               | -                               | 2     | 0     | 0     |
| Total     | Total                   | Total       | 13          | 5           | 1           | 2                 | 0                 | 0                 | -                               | 10                              | 6                               | 1                               | 25    | 11    | 2     |

### Parcours senior
| Saison                | Club                  | Championnat           | Championnat | Championnat | Championnat | Coupe nationale | Coupe nationale | Coupe nationale | Coupe de la Ligue | Coupe de la Ligue | Coupe de la Ligue | Compétition(s) continentale(s) | Compétition(s) continentale(s) | Compétition(s) continentale(s) | Compétition(s) continentale(s) | Coupe du monde des clubs | Coupe du monde des clubs | Coupe du monde des clubs | Total | Total | Total |
| Saison                | Club                  | Division              | M.          | B.          | P.d.        | M.              | B.              | P.d.            | M.                | B.                | P.d.              | Comp.                          | M.                             | B.                             | P.d.                           | M.                       | B.                       | P.d.                     | M.    | B.    | P.d.  |
| 2019-2020             | Olympique lyonnais    | Ligue 1               | 6           | 0           | 0           | 3               | 3               | 2               | 2                 | 0                 | 0                 | C1                             | 2                              | 0                              | 0                              | -                        | -                        | -                        | 13    | 3     | 2     |
| 2020-2021             | Olympique lyonnais    | Ligue 1               | 27          | 1           | 3           | 3               | 3               | 1               | -                 | -                 | -                 | -                              | -                              | -                              | -                              | -                        | -                        | -                        | 30    | 4     | 4     |
| 2021-2022             | Olympique lyonnais    | Ligue 1               | 16          | 0           | 1           | -               | -               | -               | -                 | -                 | -                 | C3                             | 4                              | 2                              | 3                              | -                        | -                        | -                        | 20    | 2     | 4     |
| 2022-2023             | Olympique lyonnais    | Ligue 1               | 34          | 4           | 6           | 5               | 1               | 0               | -                 | -                 | -                 | -                              | -                              | -                              | -                              | -                        | -                        | -                        | 39    | 5     | 6     |
| 2023-2024             | Olympique lyonnais    | Ligue 1               | 33          | 1           | 6           | 6               | 2               | 3               | -                 | -                 | -                 | -                              | -                              | -                              | -                              | -                        | -                        | -                        | 39    | 3     | 9     |
| 2024-2025             | Olympique lyonnais    | Ligue 1               | 30          | 8           | 11          | 2               | 0               | 1               | -                 | -                 | -                 | C3                             | 12                             | 4                              | 8                              | -                        | -                        | -                        | 44    | 12    | 20    |
| Sous-total            | Sous-total            | Sous-total            | 146         | 14          | 27          | 19              | 9               | 7               | 2                 | 0                 | 0                 | -                              | 18                             | 6                              | 11                             | -                        | -                        | -                        | 185   | 29    | 45    |
| 2024-2025             | Manchester City       | Premier League        | -           | -           | -           | -               | -               | -               | -                 | -                 | -                 | -                              | -                              | -                              | -                              | 4                        | 1                        | 1                        | 4     | 1     | 1     |
| 2025-2026             | Manchester City       | Premier League        | 1           | 1           | 0           | -               | -               | -               | -                 | -                 | -                 | -                              | -                              | -                              | -                              | -                        | -                        | -                        | 1     | 1     | 0     |
| Sous-total            | Sous-total            | Sous-total            | 1           | 1           | 0           | -               | -               | -               | -                 | -                 | -                 | -                              | -                              | -                              | -                              | 4                        | 1                        | 1                        | 5     | 2     | 1     |
| Total sur la carrière | Total sur la carrière | Total sur la carrière | 147         | 15          | 27          | 19              | 9               | 7               | 2                 | 0                 | 0                 | -                              | 18                             | 6                              | 11                             | 4                        | 1                        | 1                        | 190   | 31    | 46    |

## En sélection nationale
| Saison                | Sélection             | Phases finales              | Phases finales | Phases finales | Phases finales | Éliminatoires | Éliminatoires | Éliminatoires | Ligue des nations | Ligue des nations | Ligue des nations | Matchs amicaux | Matchs amicaux | Matchs amicaux | Total | Total | Total |
| Saison                | Sélection             | Compétition                 | M              | B              | Pd             | M             | B             | Pd            | M                 | B                 | Pd                | M              | B              | Pd             | M     | B     | Pd    |
| --------------------- | --------------------- | --------------------------- | -------------- | -------------- | -------------- | ------------- | ------------- | ------------- | ----------------- | ----------------- | ----------------- | -------------- | -------------- | -------------- | ----- | ----- | ----- |
| 2024-2025             | France                | Ligue des nations 2024-2025 | 2              | 1              | 1              | -             | -             | -             | -                 | -                 | -                 | -              | -              | -              | 2     | 1     | 1     |
| Total sur la carrière | Total sur la carrière | Total sur la carrière       | 2              | 1              | 1              | -             | -             | -             | -                 | -                 | -                 | -              | -              | -              | 2     | 1     | 1     |

### Liste des matchs internationaux
| Matchs internationaux de Rayan Cherki | Matchs internationaux de Rayan Cherki | Matchs internationaux de Rayan Cherki | Matchs internationaux de Rayan Cherki | Matchs internationaux de Rayan Cherki | Matchs internationaux de Rayan Cherki | Matchs internationaux de Rayan Cherki                            |
|                                       | Date                                  | Lieu                                  | Adversaire                            | Résultat                              | Compétition                           | Notes                                                            |
| ------------------------------------- | ------------------------------------- | ------------------------------------- | ------------------------------------- | ------------------------------------- | ------------------------------------- | ---------------------------------------------------------------- |
| 1.                                    | 5 juin 2025                           | MHPArena, Stuttgart, Allemagne        | Espagne                               | 5 - 4                                 | Ligue des nations 2024-2025           | Entre en jeu à la place de Michael Olise à la 63e minute de jeu. |
| 2.                                    | 8 juin 2025                           | MHPArena, Stuttgart, Allemagne        | Allemagne                             | 0 - 2                                 | Ligue des nations 2024-2025           | Titulaire et remplacé par Michael Olise à la 69e minute de jeu.  |

#### Buts internationaux
| #  | Date        | Lieu                           | Adversaire | Score | Résultat | Type de but    | Passeur décisif | Compétition                 |
| -- | ----------- | ------------------------------ | ---------- | ----- | -------- | -------------- | --------------- | --------------------------- |
| 1. | 5 juin 2025 | MHPArena, Stuttgart, Allemagne | Espagne    | 5 - 2 | 5 - 4    | Du pied gauche | Kylian Mbappé   | Ligue des nations 2024-2025 |

## Palmarès

### En club
Avec l'Olympique lyonnais, son club formateur, Rayan Cherki atteint la finale de la Coupe de la Ligue en 2020 sans entrer en jeu puis celle de la Coupe de France en 2024, où il délivre une passe décisive. Dans les deux cas, l’Olympique lyonnais s’incline face au Paris Saint-Germain.

### En équipe nationale
Avec l’équipe de France olympique, Rayan Cherki participe aux Jeux olympiques de Paris en 2024, où il atteint la finale du tournoi et devient médaillé d'argent.
En 2025, il termine à la troisième place de la Ligue des nations avec l’équipe de France.
| Olympique lyonnais                                                               | France olympique                            | France                                  |
| -------------------------------------------------------------------------------- | ------------------------------------------- | --------------------------------------- |
| - Coupe de la Ligue : - Finaliste : 2020. - Coupe de France : - Finaliste : 2024 | - Jeux olympiques : - Vice-champion : 2024. | - Ligue des nations - Troisième : 2025. |

### Distinctions individuelles
- Membre de l'équipe type de la Ligue 1 2024-2025 aux Trophées UNFP du football 2025[38].
- Membre de l'équipe type de la Ligue Europa 2024-2025[62].
- Meilleur passeur de la Ligue 1 2024-2025 avec 11 réalisations[37].
- Meilleur passeur de la Ligue Europa 2024-2025 avec 8 passes décisives[63].
- Meilleur passeur de l'histoire de la Ligue Europa sur une seule édition lors de la saison 2024-2025 avec 8 passes décisives[64],[65].

## Décorations
- Chevalier de l'ordre national du Mérite (2024)[66]